# Друга лига Мађарске у рагбију
Друга лига Мађарске у рагбију (мађ. Nemzeti Bajnokság I) је други ранг рагби 15 такмичења у Мађарској.

## О такмичењу
Овим такмичењем руководи Рагби савез Мађарске. У лигашком делу учествује 8 клубова. Клубови имају прилику да се пласирају у мађарску екстралигу, али и да испадну у још нижи ранг такмичења. 
Учесници
- Острогон витежек резерве
- Батаји булдог резерве
- Веленсеји Кек Чапак
- Атлетик Кечкемет резерве
- Бекешабаји бени булс
- Пеши индијанок
- Елефанток резерве
- Сентези Шакоцали